# بنجامين ألفيس
بنجامين ألفيس (بالإنجليزية: Benjamin Alves)‏ هو عارض وممثل أمريكي، ولد في 31 مارس 1989 في الولايات المتحدة.

## وصلات خارجية
- بنجامين ألفيس على موقع IMDb (الإنجليزية)
- بنجامين ألفيس على موقع قاعدة بيانات الفيلم (الإنجليزية)